# Bøllehat
En bøllehat er en blød hat ofte lavet af bomuld, der kan have ventilationshuller, som typisk anvendes om sommeren af mennesker af begge køn og i alle aldre. Dens skygge bøjer lidt nedad. 
Designet gør, at den beskytter både nakken, hovedet og ørene mod solen. Nogle bøllehatte er vandafvisende, grundet voksning. Bøllehatten kan let pakkes sammen og lægges i fx en rygsæk, hvilket formentlig er grunden til, at den også anvendes af spejdere. 